# Sultan Kaikhusrau Jahan

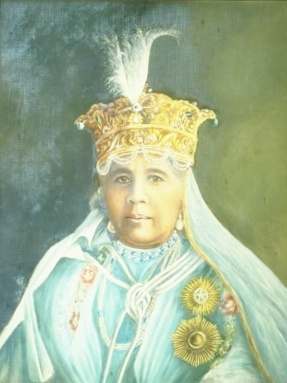
Sultan Kaikhusrau Jahan

Sultan Kaikhusrau Jahan Begum (* 9. Juli 1858 in Bhopal; † 12. Mai 1930) war Herrscherin des Fürstenstaates Bhopal.
Die Tochter von Sultan Shah Jahan Begum folgte dieser im Jahr 1901 nach und regierte bis zu ihrer Abdankung zugunsten ihres Sohnes im Jahr 1926. Sie brachte die Emanzipation der Frauen voran und richtete eine moderne Stadtverwaltung im Jahr 1903 ein. Sie hatte ihren eigenen Palast Sadar Manzil (der gegenwärtige Sitz der Bhopal Municipal Corporation). Aber sie bevorzugte die ruhige und gelassene Umgebung am Stadtrand. Sie entwickelte ihre eigene Kleinstadt mit Stadtmauer, genannt Ahmedabad nach ihrem späten Ehemann (nicht zu verwechseln mit Ahmedabad, Gujarat). Diese Stadt lag am Tekri Maulvee Zai-ud-din, welcher sich eine Meile vom Fort befand. Sie erbaute den Palast mit dem Namen Qaser-e-Sultani (neue Saifia-College).  Diese Gegend entwickelte sich zu einer feinen Adresse für die Königlichen und die Eliten, die sich dort ansiedelten. Die Begum installierte dort die erste Wasserpumpe und legte einen Garten mit dem Namen Zie-up-Abser an. Sie erbaute auch den neuen Palast Nur us-Sabah, der in ein Erb-Hotel umgewandelt wurde. Sie war die erste Präsidentin der All India Conference on Education und die erste Vorsitzende der Aligarh Muslim University.
1904 wurde sie als Knight Grand Commander in den Order of the Indian Empire, 1910 als Knight Grand Commander in den Order of the Star of India und 1918 als Dame Grand Cross in den Order of the British Empire aufgenommen.
Sultan Kaikhusrau Jahan Begums Sohn, Nawab Hamidullah Khan, bestieg den Thron im Jahr 1926. Er war Vorsitzender der Chamber of Princes.